# 豊中市立庄内小学校
豊中市立庄内小学校（とよなかしりつ しょうないしょうがっこう）は、大阪府豊中市庄内幸町四丁目にあった公立小学校。

## 沿革
- 1878年（明治11年）4月10日 - 竜門小学校として開校。（この日を創立記念日とする）
- 1889年（明治22年）4月1日 - 豊能郡庄内尋常小学校と改称。
- 1927年（昭和2年）5月 - 体育館・校舎落成。
- 1934年（昭和9年）9月21日 - 室戸台風の暴風雨により木造校舎が倒壊[1]。
- 1941年（昭和16年）4月1日 - 国民学校令により、豊能郡庄内国民学校と改称。
- 1947年（昭和22年）4月1日 - 学制改革により、庄内町立庄内小学校と改称。
- 1950年（昭和25年） - 庄内町立庄内南小学校（現在の豊中市立庄内南小学校）を分離。
- 1953年（昭和28年）11月 - 校歌制定。
- 1955年（昭和30年）1月1日 - 庄内町が豊中市に編入されたことに伴い、豊中市立庄内小学校と改称。
- 1955年（昭和30年）9月1日 - 豊中市立庄内西小学校を分離。
- 1959年（昭和34年）4月1日 - 豊中市立野田小学校を分離。
- 1960年（昭和35年）7月 - プール落成。
- 1965年（昭和40年）4月1日 - 豊中市立島田小学校を分離。
- 1968年（昭和43年）3月 - 体育館竣工。
- 1999年（平成11年）10月 - コンピュータルーム完成。
- 2020年（令和2年）4月 - 庄内さくら学園小学校(仮称)校舎への改装工事に向けて野田小学校校舎に移設された[2]。
- 2023年 - 島田小学校、野田小学校、庄内さくら学園中学校と統合し庄内さくら学園を開校し、閉校。

## 通学区域
- 豊中市 庄内幸町3丁目-5丁目、庄内西町3丁目-5丁目、庄内東町5丁目・6丁目[3]。

卒業生はかつて基本的に豊中市立第六中学校に進学していたが、中学校の統廃合の結果2020年から基本的に豊中市立庄内さくら学園中学校に進学することとなった。

## 著名な出身者
- 山下栄一 - 参議院議員
- 山岡哲也 - プロサッカー選手

## 交通
- 阪急宝塚線庄内駅 南西へ約850m。